# Schnabeln
Schnabeln ist ein Fachausdruck der Druck- und Buchbindeindustrie. Ein belegtes Phänomen ist bei unterschiedlichen Feuchtigkeitsverhältnissen zwischen dem Papier des Inhalts eines Buchs und den für die Deckenherstellung verwendeten Pappen und den Feuchtigkeits- und Temperaturverhältnissen bei der Lagerung zusammen zu beobachten.
Vor allem im Winter bei Trockenheit während der Heizperiode.
Die Buchseiten geben dann aus dem Rand Feuchtigkeit ab, wodurch Spannungen entstehen, die den Buchdeckel anheben.
Wenn das Material eines Bucheinbands nach oben absteht, so bezeichnet man dieses Phänomen als Schnabeln. Dies wird ausgelöst, wenn infolge einer zu hohen Kraftwirkung im Bund der Bezugstoff des Umschlags bzw. der Buchdecke, z. B. eine Kaschierung oder der Überzug eines Festeinbands, unter Spannung gerät.